# Pholidopleuridae
Die Pholidopleuridae sind eine ausgestorbene Knochenfischfamilie aus der Unterklasse der Knorpelganoiden (Chondrostei). Die Gruppe lebte im Trias. Aus Madagaskar sind Wirbel aus dem Perm bekannt, die möglicherweise den Pholidopleuridae zugeordnet werden können.

## Merkmale
Charakteristisches Merkmal der Familie ist die Aufteilung des Scheitelbeins zu einem Mosaik von kleinen Knochenplatten und die homocerke Schwanzflosse. Mit den knorpelganoiden Palaeonisciformes haben sie den Bau des Schädels, sowie die Anatomie der Brust-, Bauch-, Rücken- und Afterflossen gemeinsam, mit den Echten Knochenfischen (Teleostei) das Fehlen von Cosmin und Ganoinschichten in den Schuppen.

## Gattungen
Bisher wurden vier Gattungen beschrieben.
- Arctosomus
- Australosomus
- Macroaethes
- Pholidopleurus